# テレスコープアレイ実験
テレスコープアレイ実験（テレスコープアレイじっけん、英語：telescope array、略称：TA）またはテレスコープアレイ計画（テレスコープアレイけいかく）とは、超高エネルギー宇宙線を高精度で検出するための実験計画のことである。
アメリカ合衆国ユタ州ミラード郡の700km2の範囲に507台のシンチレーション検出器を設置、その周囲3箇所に大気蛍光を検出するための反射望遠鏡（大気蛍光望遠鏡）が計38基ずつ設置された。2008年より観測を継続しており, 現在検出面積をおよそ4倍まで拡張する計画が進行中である。